# Sousa
Sousa — рід морських ссавців з родини дельфінових. Для цих дельфінів характерні помітні горби та подовжені спинні плавці, які можна знайти на спинах дорослих представників цього виду. Вони зустрічаються поблизу узбережжя вздовж узбережжя Західної Африки (атлантичні види/різновиди) і прямо вздовж узбережжя Індійського океану від Південної Африки до Австралії (індо-тихоокеанські види/різновиди).

## Опис
У Sousa є горб попереду спинного плавника, а також вигин на черевній стороні. Спинний плавець певною мірою серпоподібний. Грудні плавці значно малі, а хвостові — мають чітко виражену серединну виїмку. З кожного боку щелепи є від 30 до 34 маленьких конусоподібних зубів. Новонароджені мають кремовий чи перламутровий відтінок білого кольору, дуже схожий на дорослу білуху, тоді як дорослі особини мають більш тьмяне, брудно-біле забарвлення від хвоста до морди. Боки темно-сірі, а живіт більш світло-сірий. Дорослі особини можуть досягати від 1.8 до 2.6 метрів і важити від 100 до 139 кілограмів.

## Спосіб життя
Основний раціон складається з кефалі та іншої риби, хоча харчові звички невідомі, оскільки ці тварини маловідомі.

## Види
- Sousa chinensis
- Sousa plumbea
- Sousa sahulensis
- Sousa teuszii